# Febres Cordero (Guayaquil)
Febres Cordero ist ein südwestlicher Stadtteil von Guayaquil und eine Parroquia urbana im Kanton Guayaquil der ecuadorianischen Provinz Guayas. Die Fläche beträgt etwa 14 km². Die Einwohnerzahl lag 2010 bei 343.836.

## Lage
Die Parroquia Febres Cordero liegt im Südwesten des Stadtgebietes von Guayaquil. Sie wird im südlichen Osten vom Estero Puerto Liza, im Süden vom Estero Mogollón sowie im Westen und im Norden vom Estero Salado begrenzt. 

## Sehenswertes und Infrastruktur
Im Verwaltungsgebiet liegen die Krankenhäusern Hospital Guayaquil Abel Gilbert Pontón und Hospital Del Día Santa Mariana de Jesús, der Friedhof Cementerio Ángel María Canals sowie das Viertel Batallón del Suburbio.

## Geschichte
Die Parroquia Febres Cordero wurde um das Jahr 1957 gegründet. Benannt wurde sie nach León de Febres Cordero, einem Befreiungskämpfer und Stammherr einer der einflussreichsten Familien Ecuadors.